# زفيزف تالاناي
زفيزف تالاناي (الاسم العلمي:Ziziphus talanae) هو نوع غير مؤكد من النباتات يتبع جنس الزفيزف من الفصيلة السدرية.